# 西木村纪念公园公墓
皮尔斯兄弟西木村纪念公园和墓园（Pierce Brothers Westwood Village Memorial Park & Mortuary），或稱西塢村墓園，是美国洛杉矶西木区的一个公墓。它建立于1905年，原名落日公墓（Sunset Cemetery），而此地在1880年代就开始被用作墓地。1926年墓园改现名。这里葬有玛丽莲·梦露、楊德昌等许多娱乐圈名人，但也有一些普通人和動物的墓碑。